# Kazuo Ikehiro
Kazuo Ikehiro (japonsky: 池広一夫, Ikehiro Kazuo, 25. října 1929, Tokio) je japonský filmový režisér a scenárista. Byl jedním z významných režisérů japonského žánru jidaigeki (filmy o samurajích).

## Počátky
Ikehiro vystudoval ekonomickou fakultu na univerzitě Rikkyo v Tokiu. V roce 1950 nastoupil do filmové společnosti Daiei (dnes Kadokawa Pictures).
Začínal jako asistent významných osobností japonské filmové tvorby, režisérů jako Kenji Mizoguchi, Kaneto Shindó, Kon Ichikawa nebo Kózaburó Yoshimura.

## Tvorba
Svůj první film, Bara daimió (Růže Daimio) natočil v roce 1960. Postupně si vytvořil osobitý realistický tvůrčí styl. Některé jeho filmy, například ze série Nemuri Kyoshiro se staly filmovými legendami.
Po krachu společnosti Daiei v 70. letech odešel do televize a od té doby se, s výjimkou filmu Keshó (Make-Up) z roku 1984, věnuje výhradně televizní tvorbě.